# Pfaffsche Form
In den mathematischen Teilgebieten der Analysis und der Differentialgeometrie bezeichnet Pfaffsche Form (nach Johann Friedrich Pfaff), Kovektorfeld  oder kurz 1-Form ein Objekt, das in gewisser Weise dual zu einem Vektorfeld ist. Es ist eine Differentialform vom Grad 1. Pfaffsche Formen sind die natürlichen Integranden für Wegintegrale.

## Definition
Mit {\displaystyle U\subset \mathbb {R} ^{n}} wird im Folgenden eine offene Teilmenge des euklidischen Raums bezeichnet. Eine Pfaffsche Form {\displaystyle \omega } auf {\displaystyle U} ordnet jedem Punkt {\displaystyle p\in U} eine Linearform {\displaystyle \omega _{p}\colon \mathrm {T} _{p}U\to \mathbb {R} } zu. Derartige Linearformen heißen Kotangentialvektoren; sie sind Elemente des Dualraumes {\displaystyle \mathrm {T} _{p}^{*}U} des Tangentialraumes {\displaystyle \mathrm {T} _{p}U}. Der Raum {\displaystyle \mathrm {T} _{p}^{*}U} wird Kotangentialraum genannt. Mit {\displaystyle \textstyle \bigsqcup _{p\in U}\mathrm {T} _{p}^{*}U} wird die disjunkte Vereinigung aller Kotangentialräume bezeichnet. Dieser Raum heißt Kotangentialbündel.
Eine Pfaffsche Form {\displaystyle \omega } ist also eine Abbildung
{\displaystyle \omega \colon U\to \bigsqcup _{p\in U}\mathrm {T} _{p}^{*}U,\quad p\mapsto \omega _{p}\in \mathrm {T} _{p}^{*}U}.

## Andere Definitionen
Sei weiterhin {\displaystyle U\subset \mathbb {R} ^{n}} eine offene Teilmenge. Obige Definition ist zu jeder der folgenden Aussagen äquivalent:
- Eine differenzierbare Pfaffsche Form ist eine {\displaystyle C^{\infty }(U)}-lineare Abbildung {\displaystyle \Gamma \mathrm {(} TU)\to C^{\infty }(U)}, wobei {\displaystyle \Gamma \mathrm {(} TU)} den Vektorraum der differenzierbaren Vektorfelder auf {\displaystyle U} bezeichnet. Stetige oder messbare Pfaffsche Formen sind analog definiert.
- Die oben gegebene Menge {\displaystyle \textstyle \bigsqcup _{p\in U}\mathrm {T} _{p}^{*}U} wird als Kotangentialbündel bezeichnet. Das ist nichts anderes als das duale Vektorbündel des Tangentialbündels. Eine Pfaffsche Form kann damit als Schnitt des Kotangentialbündels definiert werden.
- Die Pfaffschen Formen sind genau die kovarianten Tensorfelder erster Stufe.

## Totales Differential einer Funktion
Ein zentrales Beispiel einer Pfaffschen Form ist das totale Differential einer differenzierbaren Funktion.
Sei also  {\displaystyle f\colon U\rightarrow \mathbb {R} } eine differenzierbare Funktion und ist {\displaystyle X\in \mathrm {T} _{p}U} ein Tangentialvektor, so ist das totale Differential {\displaystyle \mathrm {d} f} definiert als
{\displaystyle (\mathrm {d} f)_{p}(X)=Xf},
also gleich der Richtungsableitung von {\displaystyle f} in Richtung {\displaystyle X}.
Ist also {\displaystyle \gamma \colon (-\varepsilon ,\varepsilon )\to U} ein Weg mit {\displaystyle \gamma (0)=p} und {\displaystyle {\dot {\gamma }}(0)=X}, so ist
{\displaystyle (\mathrm {d} f)_{p}(X)=\left.{\frac {\mathrm {d} }{\mathrm {d} t}}\right|_{t=0}f(\gamma (t))}.
Es gilt:
- {\displaystyle \mathrm {d} \lambda =0,} falls {\displaystyle \lambda \in \mathbb {R} } eine konstante Funktion ist;
- {\displaystyle \mathrm {d} (fg)=f\cdot \mathrm {d} g+g\cdot \mathrm {d} f} für differenzierbare Funktionen {\displaystyle f,g\in C^{\infty }(U)}.

Ist auf {\displaystyle U} ein Skalarprodukt {\displaystyle \langle \cdot ,\cdot \rangle } gegeben, so lässt sich das totale Differential von {\displaystyle f} mit Hilfe des Gradienten darstellen:
{\displaystyle (\mathrm {d} f)_{p}(X)=\langle \mathrm {grad} \,f,X\rangle }.

## Koordinatendarstellung
Es sei {\displaystyle x_{1},\ldots ,x_{n}} ein Koordinatensystem auf der offenen Menge {\displaystyle U\subset \mathbb {R} ^{n}}. Die Koordinaten können als Funktionen
{\displaystyle x_{i}\colon U\to \mathbb {R} ,\quad p\mapsto x_{i}(p)}
aufgefasst werden, die einem Punkt seine {\displaystyle i}-te Koordinate zuordnen. Die totalen Differentiale {\displaystyle \mathrm {d} x_{1},\ldots ,\mathrm {d} x_{n}} dieser Funktionen bilden eine lokale Basis. Das heißt, für jeden Punkt {\displaystyle p\in U} ist
{\displaystyle \{(\mathrm {d} x_{1})_{p},\ldots ,(\mathrm {d} x_{n})_{p}\}}
eine Vektorraumbasis von {\displaystyle \mathrm {T} _{p}^{*}U}. Somit hat jeder Kotangentialvektor {\displaystyle \phi \in \mathrm {T} _{p}^{*}U} eine Koordinatendarstellung
{\displaystyle \phi =\sum _{i=1}^{n}c_{i}(\mathrm {d} x_{i})_{p}}
mit eindeutig bestimmten Koeffizienten {\displaystyle c_{i}\in \mathbb {R} }. Also kann auch jede Pfaffsche Form {\displaystyle \omega } auf eindeutige Weise durch
{\displaystyle \omega =f_{1}\,\mathrm {d} x_{1}+\dotsb +f_{n}\,\mathrm {d} x_{n}=\sum _{i=1}^{n}f_{i}\mathrm {d} x_{i}}
mit Funktionen {\displaystyle f_{i}\colon U\to \mathbb {R} } dargestellt werden.
Die totale Ableitung einer beliebigen differenzierbaren Funktion {\displaystyle f\colon U\to \mathbb {R} } hat die Darstellung
{\displaystyle \mathrm {d} f={\frac {\partial f}{\partial x_{1}}}\mathrm {d} x_{1}+\dotsb +{\frac {\partial f}{\partial x_{n}}}\mathrm {d} x_{n}=\sum _{i=1}^{n}{\frac {\partial f}{\partial x_{i}}}\mathrm {d} x_{i}}.

## Kurvenintegral

### Definition des Kurvenintegrals
Es sei {\displaystyle \varphi \colon [a,b]\rightarrow U} ein stetig differenzierbarer Weg in {\displaystyle U} und {\displaystyle \omega } eine 1-Form auf {\displaystyle U}. Dann ist das Integral von {\displaystyle \omega } entlang {\displaystyle \varphi } definiert als:
{\displaystyle \int _{\varphi }\omega =\int _{a}^{b}\omega _{\varphi (t)}({\dot {\varphi }}(t))\,\mathrm {d} t}
Dabei bezeichnet {\displaystyle {\dot {\varphi }}} die Ableitung von {\displaystyle \varphi } nach dem Parameter {\displaystyle t}.

### Geometrische Interpretation des Kurvenintegrals
Eine stetig differenzierbare Funktion {\displaystyle \varphi \colon [a,b]\to \mathbb {R} ^{3}} stellt die Parametrisierung einer Raumkurve dar. Der Parameter {\displaystyle t\in [a,b]} kann als Zeitparameter aufgefasst werden. Zum Zeitpunkt {\displaystyle t=a} befindet man sich am Ort {\displaystyle \varphi (a)}. Dann wird entlang einer bestimmten Bahn oder Kurve zum Ort {\displaystyle \varphi (b)} gefahren. Also zum Zeitpunkt {\displaystyle t=b} ist der Endpunkt {\displaystyle \varphi (b)} der Kurve erreicht. Wird zu jedem Zeitpunkt {\displaystyle t} der Ort des Überfahrens notiert, so ergibt sich die Abbildung {\displaystyle \varphi \colon [a,b]\rightarrow \mathbb {R} ^{3}}.
Dieselbe Kurve kann auf unterschiedliche Weise durchfahren werden. So ist konstante Geschwindigkeit eine Möglichkeit. Eine weitere ergibt sich aus einem langsamen Start und mit anschließender Beschleunigung. Für dieselbe Kurve gibt es unterschiedliche Parametrisierungen. Die Bezeichnung „Kurvenintegral“ ist gerechtfertigt, weil gezeigt werden kann, dass der Wert des Integrals unabhängig von der gewählten Parametrisierung der Kurve ist, mit einer Ausnahme: Wird der Anfangs- und Endpunkt der Kurve vertauscht, erfolgt also die Bewegung vom Endpunkt zurück zum Anfangspunkt der Kurve, so ändert sich das Vorzeichen des Integrals.

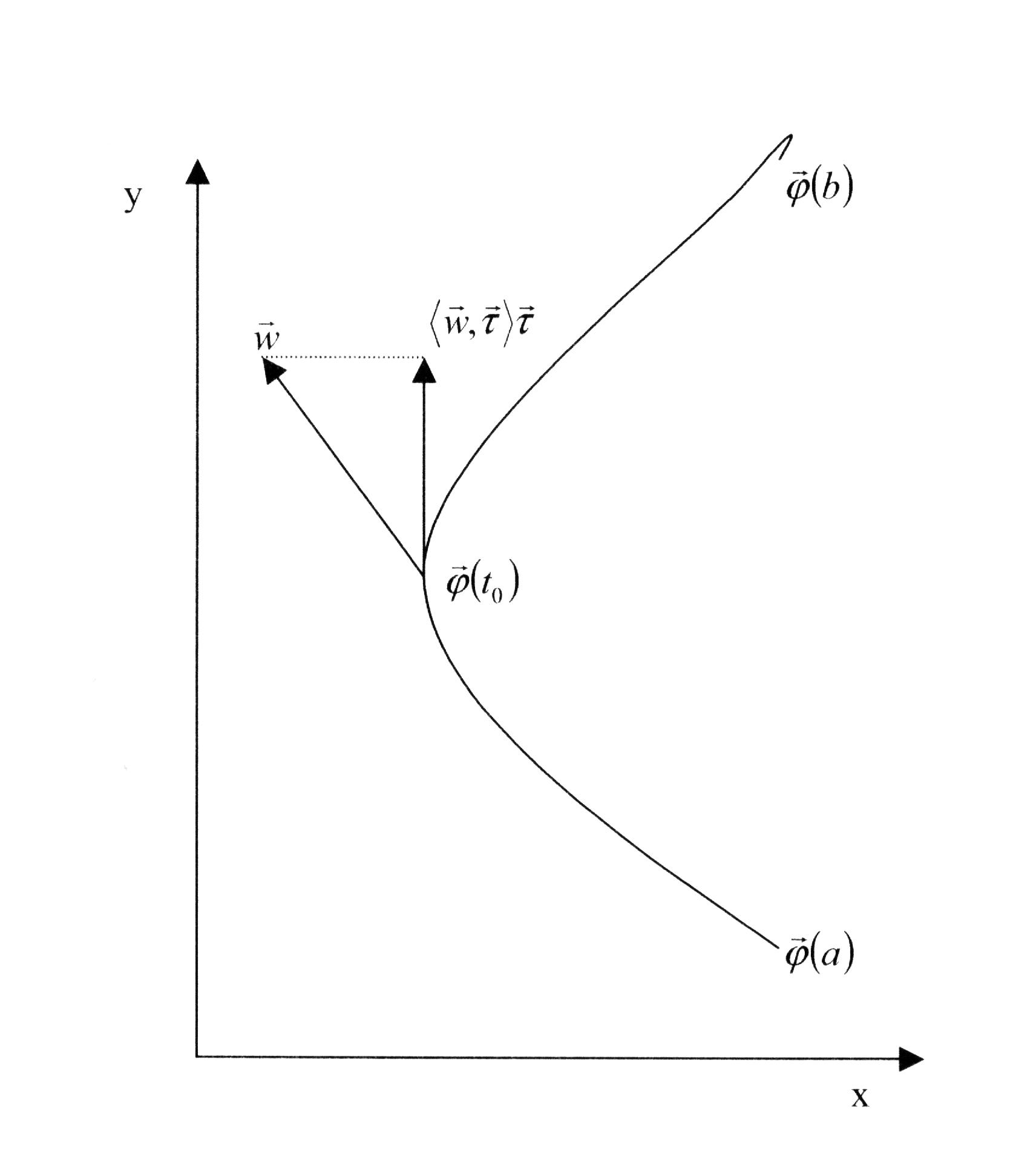
Kurve nach der Bogenlänge parametrisiert

Im Anschauungsraum {\displaystyle \mathbb {R} ^{3}} können Tangential- und Kotangentialvektoren mithilfe des Skalarproduktes miteinander identifiziert werden: Einem Kotangentialvektor {\displaystyle \omega } entspricht der Vektor {\displaystyle {\vec {w}}}, für den
{\displaystyle \omega ({\vec {x}})=\langle {\vec {w}},{\vec {x}}\rangle } für alle {\displaystyle {\vec {x}}\in \mathbb {R} ^{3}}
gilt. So können 1-Formen mit Vektorfeldern identifiziert werden.
Dem Integral einer 1-Form entspricht das (gewöhnliche) Integral über das Skalarprodukt mit dem Tangentenvektor:
{\displaystyle \int _{\varphi }\omega =\int _{a}^{b}\langle {\vec {w}},{\dot {\varphi }}(t)\rangle \,\mathrm {d} t}
Ist die Kurve nach der Bogenlänge parametrisiert, so ist der Integrand die (gerichtete) Länge der Projektion des Vektors {\displaystyle {\vec {w}}} auf die Tangente {\displaystyle \tau } an die Kurve:
{\displaystyle \int _{\varphi }\omega =\int \|{\vec {w}}\|\cdot \cos \angle ({\vec {w}},{\vec {\tau }})\,\mathrm {d} s}

### Kurvenintegral des totalen Differentials
Für das Kurvenintegral des totalen Differentials {\displaystyle \mathrm {d} F} entlang eines Weges {\displaystyle \varphi \colon [a,b]\to U} gilt:
{\displaystyle \int _{\varphi }\mathrm {d} F=F(\varphi (b))-F(\varphi (a))}
Das Integral des totalen Differentials hängt also nicht von der Kurvenform, sondern nur von den Endpunkten der Kurve ab. Das Integral über eine geschlossene Kurve, also {\displaystyle \varphi (a)=\varphi (b)}, ist somit gleich Null:
{\displaystyle \oint _{\varphi }\mathrm {d} F=0}
Im Spezialfall {\displaystyle U\subset \mathbb {R} } und {\displaystyle \varphi (t)=t} ergibt sich der Fundamentalsatz der Analysis, da das Integral auf der linken Seite
{\displaystyle \int _{\varphi }\mathrm {d} F=\int _{a}^{b}F'(t)\,\mathrm {d} t}
ist. Die obigen Aussagen lassen sich direkt auf den Fundamentalsatz zurückführen.

## Stammfunktion
Jede stetige Differentialform {\displaystyle f\mathrm {d} x} auf einem Intervall {\displaystyle I\subset \mathbb {R} } besitzt nach dem Hauptsatz der Differential- und Integralrechnung eine Stammfunktion, also eine Funktion {\displaystyle F} mit {\displaystyle \mathrm {d} F=f\mathrm {d} x}. Im mehrdimensionalen Fall gilt dies nicht mehr.

### Definition der Stammfunktion für Pfaffsche Formen
Eine stetig differenzierbare Funktion {\displaystyle F\colon U\rightarrow \mathbb {R} } heißt Stammfunktion der Pfaffschen Form {\displaystyle \omega }, wenn
{\displaystyle \mathrm {d} F=\omega }
gilt.

### Exakte und geschlossene Formen
Eine 1-Form heißt exakt, wenn sie eine Stammfunktion besitzt.
Eine 1-Form {\displaystyle \textstyle \omega =\sum _{i=1}^{n}f_{i}\,\mathrm {d} x_{i}} heißt geschlossen, wenn gilt:
{\displaystyle {\frac {\partial f_{i}}{\partial x_{j}}}={\frac {\partial f_{j}}{\partial x_{i}}}} für alle {\displaystyle i,j}
Allgemeiner kann ein totales Differential definiert werden, das jeder 1-Form eine 2-Form {\displaystyle \mathrm {d} \omega } zuordnet. Eine Form heißt genau dann geschlossen, wenn {\displaystyle \mathrm {d} \omega =0} gilt. Aus dem Satz von Schwarz folgt, dass jede exakte Form geschlossen ist.

### Existenz einer Stammfunktion
Geschlossenheit einer Pfaffschen Form ist also eine notwendige Bedingung für Exaktheit. Das Poincaré-Lemma macht eine Aussage darüber, wann geschlossene Pfaffsche Formen auch exakt sind. Die Voraussetzungen für die Umkehrung sind von globaler Natur: In einem sternförmigen Gebiet {\displaystyle U\subset \mathbb {R} ^{n}} besitzt jede geschlossene Pfaffsche Form eine Stammfunktion – ist also exakt. Insbesondere ist jede geschlossene Pfaffsche Form lokal exakt.
Eine stetige Pfaffsche Form {\displaystyle \omega } auf einem Gebiet {\displaystyle U\subset \mathbb {R} ^{n}} besitzt genau dann eine Stammfunktion, wenn das Integral von {\displaystyle \omega } entlang jeder geschlossenen Kurve {\displaystyle \varphi } in {\displaystyle U} verschwindet.

## Pfaffsche Formen auf Mannigfaltigkeiten
Bisher wurden Pfaffsche Formen auf einer offenen Menge des {\displaystyle \mathbb {R} ^{n}} betrachtet. Es ist möglich, diese Definition auf differenzierbare Mannigfaltigkeiten zu erweitern. Mannigfaltigkeiten sind Räume die lokal wie der {\displaystyle \mathbb {R} ^{n}} aussehen. So kann man Pfaffsche Formen auf einer differenzierbaren Mannigfaltigkeit {\displaystyle M} ebenfalls als Schnitt im Kotangentialbündel {\displaystyle T^{*}M} definieren.
Gleichungen der Form {\displaystyle \omega =0}, wobei {\displaystyle \omega } eine Pfaffsche Form ist, werden Pfaffsche Gleichungen genannt. Ist {\displaystyle N\subset M} eine (immersierte) Untermannigfaltigkeit von {\displaystyle M}, so heißt {\displaystyle N} Integralmannigfaltigkeit, wenn ein {\displaystyle \omega } existiert, so dass für alle {\displaystyle \xi \in T_{p}N} die Pfaffsche Gleichung {\displaystyle \omega _{p}(\xi )=0} für alle {\displaystyle p\in N} erfüllt ist.

## Physikalische Beispiele für Pfaffsche Formen

### Kraftfeld
Ein Kraftfeld beschreibt die Kraft, die auf einen Gegenstand an einem beliebigen Ort {\displaystyle {\vec {r}}} ausgeübt wird. Beispielsweise bewegt sich die Erde im Kraftfeld der Sonne. Das Kraftfeld ordnet jedem Punkt {\displaystyle {\vec {r}}\in \mathbb {R} ^{3}} einen Kraftvektor {\displaystyle {\vec {F}}({\vec {r}})} zu. Jedem Kraftvektor {\displaystyle {\vec {F}}({\vec {r}})} kann eine lineare Abbildung {\displaystyle \left\langle {\vec {F}},\cdot \right\rangle } zugeordnet werden, die mittels des Skalarproduktes {\displaystyle \left\langle \cdot ,\cdot \right\rangle } einen beliebigen Vektor {\displaystyle {\vec {r}}} linear auf den Zahlenkörper {\displaystyle \mathbb {R} } abbildet. Aufgrund dieser Interpretation kann das Kraftfeld als Pfaffsche Form oder Differentialform 1. Ordnung verstanden werden.
Wird das Kraftfeld in kartesischen Koordinaten dargestellt, wobei {\displaystyle {\vec {e}}_{i}} mit {\displaystyle i=1,2} oder {\displaystyle 3} die Einheitsvektoren in kartesischen Koordinaten sind, so gilt für die Koordinatendarstellung der Pfaffschen Form:
{\displaystyle \left\langle {\vec {F}},\cdot \right\rangle =\sum _{i=1}^{3}F_{i}dx_{i}}
Die Differentiale {\displaystyle dx_{i}} sind einfach die entsprechenden Basisvektoren des Dualraums, also:
{\displaystyle \left\langle {\vec {e}}_{i},\cdot \right\rangle =dx_{i}}.
Es muss Arbeit geleistet werden, um einen Gegenstand in einem Kraftfeld entlang eines Weges {\displaystyle {\vec {\varphi }}\colon \left[a,b\right]\rightarrow \mathbb {R} ^{3}} von einem Ort {\displaystyle {\vec {\varphi }}(a)} zu einem Ort {\displaystyle {\vec {\varphi }}(b)} zu bewegen. Die Größe {\displaystyle W} der geleisteten Arbeit ist gegeben durch das Kurvenintegral entlang des Weges:
{\displaystyle W=\int _{\vec {\varphi }}\left\langle {\vec {F}},\cdot \right\rangle =\int _{a}^{b}\left\langle {\vec {F}}({\vec {\varphi }}(s)),{\dot {\vec {\varphi }}}(s)\right\rangle \mathrm {d} s}.
In einem konservativen Kraftfeld ist die Größe {\displaystyle W} der geleisteten Arbeit wegunabhängig. Eine konservative Kraft leistet auf einem geschlossenen Weg keine Arbeit.
Die Stammfunktion {\displaystyle V} eines konservativen Kraftfeldes wird Potential oder potentielle Energie der Kraft {\displaystyle {\vec {F}}} genannt. Also stellt das totale Differential des Potentials {\displaystyle V} wiederum die Kraft {\displaystyle {\vec {F}}} dar. Es gilt:
{\displaystyle {\vec {F}}=-\mathrm {grad} \,V=-\nabla \,V}.
Das Vorzeichen ist lediglich Konvention.

### Thermodynamik
In der Thermodynamik werden Gesetzmäßigkeiten meist als Beziehungen zwischen 1-Formen formuliert. Den Gleichgewichtszuständen eines thermodynamischen Systems entsprechen im mathematischen Modell Punkte einer reellen Mannigfaltigkeit {\displaystyle Z_{g}}. Zur eindeutigen Kennzeichnung eines Gleichgewichtszustandes reicht bei einfachen thermodynamischen Systemen die Angabe von {\displaystyle n} Arbeitskoordinaten und dem Wert der inneren Energie {\displaystyle U} des Systems aus. Diese Größen bilden Tupel {\displaystyle (U,\alpha _{1},...,\alpha _{n})} eines Koordinatensystems, das die Mannigfaltigkeit {\displaystyle Z_{g}} eineindeutig auf ein Gebiet {\displaystyle {\mathcal {U}}\subset \mathbb {R} ^{n+1}} abbildet. Die Arbeitsparameter {\displaystyle \alpha _{1},...,\alpha _{n}} sind je nach dem betrachteten konkreten System etwa Volumenwerte oder andere messbare Größen, mit welchen im mathematischen Modell der Zustand der äußeren Bedingungen des Systems erfasst werden kann.
Wenn bei einer adiabatischen Zustandsänderung allein die Arbeitsparameter quasistatisch verändert werden, so dass dem System praktisch zu jedem Zeitpunkt ein Gleichgewichtszustand {\displaystyle z\in Z_{g}} zugeordnet werden kann, ergibt ein Wegintegral längs des Prozessweges in {\displaystyle Z_{g}} über eine 1-Form der Gestalt
{\displaystyle \sum _{i=1}^{n}\beta _{i}(z)d\alpha _{i}}
die an dem System bei dem Prozess geleistete Arbeit und damit die Zunahme der inneren Energie. In einführenden Lehrbüchern der Thermodynamik wird häufig das einfache thermodynamische System bestehend aus einem Gas in einem Kolben als Beispiel betrachtet. In diesem Fall gibt es nur eine einzige Arbeitskoordinate nämlich das Volumen, die obige 1-Form reduziert sich auf den Ausdruck
{\displaystyle -pdV}
und die Funktion {\displaystyle \beta _{1}(z)} ist gleich dem Negativen des Gasdrucks: {\displaystyle \beta _{1}(z)=-p(z)}.
Die innere Energie {\displaystyle U} ist als eine Zustandsgröße eines thermodynamischen Systems eine reelle Funktion über der Mannigfaltigkeit {\displaystyle Z_{g}}. Änderungen der inneren Energie werden durch ihr totales Differential {\displaystyle dU} beschrieben. Für konkrete einfache thermodynamische Systeme lässt sich jeweils eine 1-Form finden, welche die Energieänderungen durch verschiedene äußere Beeinflussungen und Stoffumwandlungen in dem System erfasst. Die 1-Form {\displaystyle dU} lässt sich durch
{\displaystyle dU=TdS+\sum _{i=1}^{n}\beta _{i}(z)d\alpha _{i}+\sum _{j=1}^{m}\mu _{j}(z)dN_{j}}
darstellen. In dieser Beziehung beschreibt der Anteil {\displaystyle TdS} die dem System zugeführte Wärme, wobei {\displaystyle T} die Temperatur und {\displaystyle S} die Entropie des Systems sind. Der zweite Term auf der rechten Seite berücksichtigt, die oben erläuterte Arbeit an dem System mittels äußerer Vorrichtungen. Die {\displaystyle N_{1},...,N_{m}} im dritten Term entsprechen den Stoffmengen der Reinstoffe jeweils getrennt für die einzelnen Phasen des Systems und die {\displaystyle \mu _{1},...,\mu _{m}} sind die zugeordneten chemischen Potentiale. Im Allgemeinen müssen die Stoffmengen einen Satz von stöchiometrischen Bilanzgleichungen befriedigen. Stoffmengen, die durch diese stöchiometrischen Gleichungen unbestimmt bleiben, werden in dem oben betrachteten Tupel als zusätzliche Koordinaten berücksichtigt.
Da bei thermodynamischen Fragestellungen oft nicht die Größen {\displaystyle U,\alpha _{1},...,\alpha _{n}} und {\displaystyle N_{1},...,N_{m}} konstant gehalten oder im Experiment kontrolliert verändert werden können, sondern eher andere Größen wie die Temperatur {\displaystyle T} oder der Druck {\displaystyle p}, wechselt man je nach Fragestellung oft zu anderen Koordinaten und schreibt die zugehörigen 1-Formen in anderen Koordinatendifferentialen, hierbei ist die Kenntnis der thermodynamischen Potentiale von Vorteil.